# Karel I van Hessen-Philippsthal
Karel I van Hessen-Philippsthal (Schmalkalden, 23 september 1682 - Philippsthal, 8 mei 1770) was van 1721 tot aan zijn dood landgraaf van Hessen-Philippsthal. Hij behoorde tot het huis Hessen-Kassel.

## Levensloop
Karel was de oudste zoon van landgraaf Filips van Hessen-Philippsthal uit diens huwelijk met Catharina Amalia, dochter van graaf Karel Otto van Solms-Laubach. In 1721 volgde hij zijn vader op als landgraaf van Hessen-Philippsthal, een kleine apanage in het landgraafschap Hessen-Kassel.
In 1701 trad hij in dienst van het Deense leger en hij vocht mee in de Spaanse Successieoorlog en de Grote Noordse Oorlog. Op 10 maart 1710 onderscheidde Karel zich bij de Slag bij Helsingborg, waarna hij bevorderd werd tot generaal-majoor. In 1715 nam hij deel aan de landing op Rügen en de belegering van Stralsund. Later was hij ook in Franse en keizerlijke militaire dienst. In dit laatste leger bracht hij het tot veldmaarschalk-luitenant. Tijdens de Zevenjarige Oorlog vluchtte hij naar zijn woonhuis in Lübeck, dat hij in 1737 had verworven.
In juni 1731 werd Karel benoemd tot lid van de Deense Orde van de Olifant. Hij overleed in mei 1770 op 87-jarige leeftijd, wat in die tijd uitzonderlijk hoog was.

## Huwelijk en nakomelingen
Op 24 november 1725 huwde hij in Eisenach met Carolina Christina (1699-1743), dochter van hertog Johan Willem van Saksen-Eisenach. Ze kregen vijf kinderen:
- Willem (1726-1810), landgraaf van Hessen-Philippsthal
- Carolina Amalia (1728-1746)
- Frederik (1729-1751)
- Charlotte Amalia (1730-1801), huwde in 1750 met hertog Anton Ulrich van Saksen-Meiningen
- Philippina (1731-1762)